# Katedrála svatého Štěpána (Agde)
Katedrála svatého Štěpána v Agde (fr. Cathédrale Saint-Étienne d'Agde) je románská katedrála v jihofrancouzském městě Agde v departementu Hérault. V rámci církevního uspořádání spadá do montpellierské arcidiecéze, jejíž je konkatedrálou.

### Externí odkazy

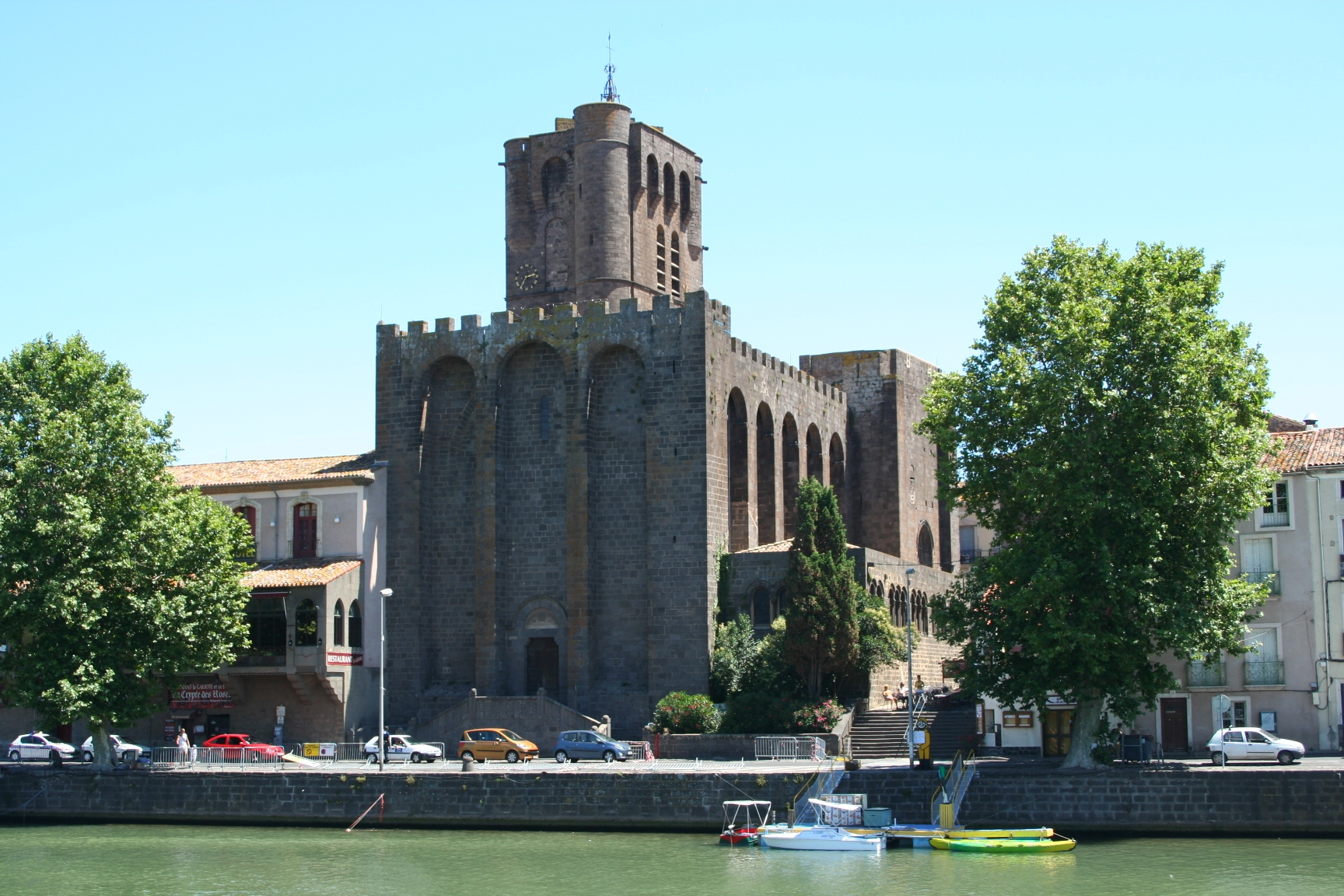
Katedrála svatého Štěpána

## Historie
Dnešní podoba katedrály pochází z 12. století, kdy byla na základech staršího kostela z doby karolínské postavena nová budova. Jako stavební materiál byl použit černý čedič ze sopečného lomu v Mont-Saint-Loup a budova má pevnostní charakter, proto zde jsou až třímetrové zdi. Až do Velké francouzské revoluce zde bylo sídlo agdeského biskupství a ve svatoštěpánském kostele byla jeho katedra. Poslední biskup z Agde, Mons. Saint-Simon byl 26. července 1794 gilotinován, dva dny před koncem období Hrůzovlády. V rámci revolučního uspořádání Francie, vznikla Ústavní církev a agdeské biskupství bylo zrušeno pro nadbytečnost. 
Na základě konkordátu z roku 1801 byla diecéze agdeská včleněna do montpellierské diecéze. Katedrála svatého Štěpána v Agde má v rámci montpellierské arcidiecéze status konkatedrály.